# Maskerad (roman)
Maskerad (uttal: /maˈskeːrad/) är en roman av Andrés Stoopendaal, utgiven 2011 på Norstedts förlag.
Maskerad är Stoopendaals debutroman.

## Handling
Romanen handlar om Maxence som är i tidiga tonåren. Han hatar sin mamma, när föreställningar om en framtid i franska akademin, och journalför sina erotiska förbindelser med klasskompisarna.

## Mottagande
Johan Hilton skrev positivt om romanen i Expressen och avslutade sin recension med att "I slutet av månaden delas Borås Tidnings debutantpris för 2010 ut. Om inte Andrés Stoopendaal finns med bland de nominerade nästa år är jag inte bara beredd att äta upp hans utmärkta roman utan därtill hela mitt bibliotek."